# Beremiany (obwód tarnopolski)
Beremiany (ukr. Берем'яни, Beremjany) – wieś na Ukrainie, w obwodzie tarnopolskim, w rejonie czortkowskim. W 2001 roku liczyła 732 mieszkańców. Obok wsi przebiega droga terytorialna T2016.

## Historia
Pierwsza pisemna wzmianka o miejscowości pochodzi z XV wieku.
W 1901 działała gorzelnia barona Franciszka Heydla.
Po zakończeniu I wojny światowej, od listopada 1918 r. do lata roku 1919 Beremiany znalazły się w Zachodnioukraińskiej Republice Ludowej.
W II Rzeczypospolitej miejscowość stanowiła początkowo samodzielną gminę jednostkową. 1 sierpnia 1934 roku w ramach reformy na podstawie ustawy scaleniowej została włączona do zbiorowej gminy wiejskiej Jazłowiec II w powiecie buczackim, w województwie tarnopolskim. W 1939 r. wieś liczyła 1600 mieszkańców, w tym 30% Polaków.
W latach 1943–1945 nacjonaliści ukraińscy z OUN-UPA zabili w wiosce łącznie 30 Polaków.

## Atrakcje

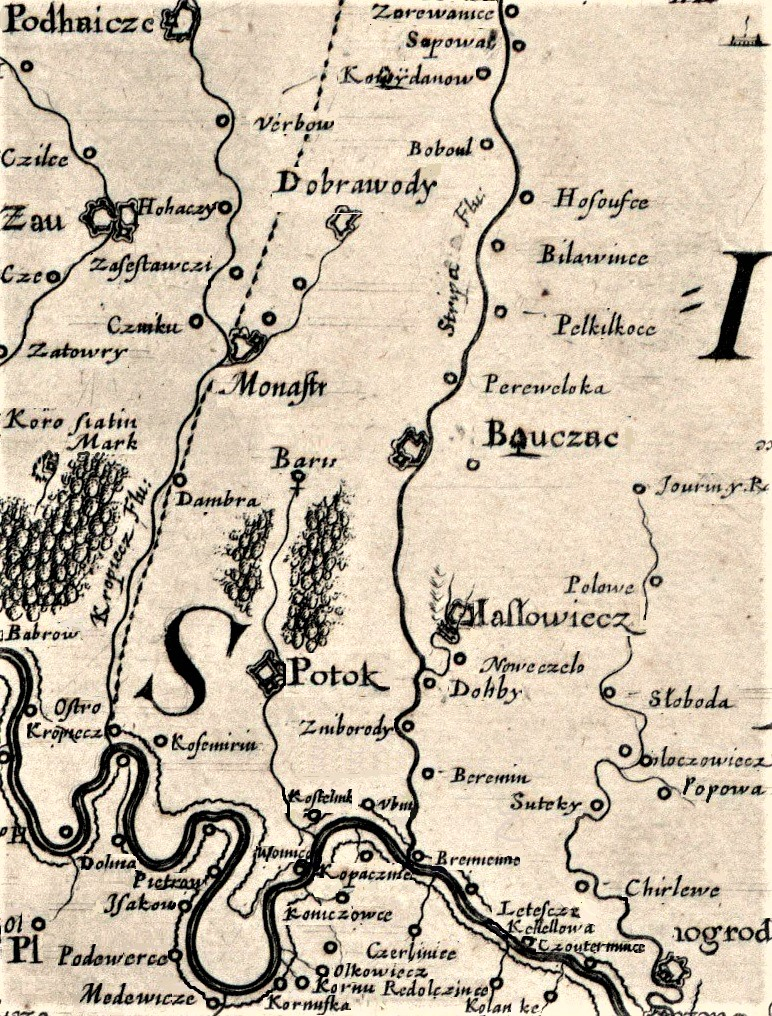
Beremin na mapie z 1650

- Dąb Beremiański

## Związani z miejscowością
- Kornel Ujejski – polski poeta, publicysta społeczny, urodził się tutaj.